# Sam Tordoff
Samuel Lewis „Sam” Tordoff (ur. 18 grudnia 1983 w Tortonie) – brytyjski kierowca wyścigowy.

## Kariera
Tordoff rozpoczął karierę w międzynarodowych wyścigach samochodowych w 2009 roku od startów w ELF Renault Clio Winter Cup with Michelin, w Renault Clio Cup Belgium i w Elf Renault Clio Cup with Michelin. W późniejszych latach Brytyjczyk pojawiał się także w stawce British Touring Car Championship, Porsche Supercup, Światowego Pucharu Porsche Carrera, Brytyjskiego Pucharu Porsche Carrera, GT Cup UK – GTB oraz European Le Mans Series.